# Tentegia
Tentegia (лат.) — род жуков-долгоносиков из подсемейства Cryptorhynchinae семейства Curculionidae (Tylodina, Cryptorhynchini, Coleoptera). Австралия. Около 15 видов. Бескрылые коренастые жуки с длиной тела от 5 до 12 мм; буровато-чёрные, сильно выпуклые. 
Уникальны среди всех долгоносиков своей копрофагией и поведением скатывания навозных гранул сходным с жуками-скарабеями.

## Распространение
Встречаются в Австралии. Род широко распространен в муссонных и засушливых районах Северной территории, Квинсленда, Нового Южного Уэльса, Виктории и Южной Австралии и Западной Австралии. Наибольшее число видов встречается в Северной Территории.

## Описание

### Морфология
Среднего размера бескрылые жуки-долгоносики. Длина тела 5—12 мм; буровато-чёрные, коренастые, сильно выпуклые. Тело примерно такой же длины, как и ширины, сильно выпуклое, с рассеянными узкими чешуйками, они более плотные на пронотальных и при образовании узоров на надкрыльях (T. stupida и T. bisignata). Усики 11-члениковые, включая жгутик (7 сегментов) и булаву (4). Нижнечелюстные щупики 3-члениковые, а нижнегубные состоят из 2 сегментов. Глаза плоские, скрыты под глазными впадинами, когда рострум откинут вниз. Антенны прикреплены около вершинной трети рострума. Пронотальные глазные доли присутствуют. Ростральный канал достигает мезовентрита. Метанепистернум слит с метавентритом, метанэпистернальные швы слабые, с плотным или слитным скоплением вдавленных чешуек в переднем углу между мезэпимероном и надкрыльями. Мезанэпистерна и мезепимеры слиты или частично слиты, шов между ними укорочен. Расстояние между средними тазиками больше ширины среднего тазика. Щиток скрыт. Бескрылые. Бёдра часто с вентральным зубцом в апикальной трети. Вершины голеней часто с унксусом, премукро и супраункальным выступом. Лапки с третьим сегментом слегка дольчатым или нет. Эндофаллус со жгутиком или парой более коротких склеритов. Сперматека узко серповидная.

### Биология
Tentegia уникальны среди всех долгоносиков своей копрофагией. Взрослые особи скатывают или тащат навозные гранулы сумчатых млекопитающих и откладывают их под брёвна, а личинки развиваются в этих гранулах. В этом уникальном случае конвергентной эволюции, Tentegia является единственным известным таксоном жуков за пределами Scarabaeinae (Пластинчатоусые) с такими привычками скатывания навоза и гнездования. Поведение Tentegia stupida по сбору навоза является тем не менее, является уникальной чертой долгоносиков. В отличие от скарабеев, T. stupida использует совершенно другое движение, захватывая гранулу передними и средними лапками и подтаскивая её к своему телу задними ногами. Как и большинство долгоносиков, Cryptorhynchini также являются фитофагами, их личинки развиваются в живых, отмирающих или мёртвых тканях растений, в основном в древесных частях, а также в семенах и плодах (Lyal 1993, 2014). Tentegia stupida, T. bisignata и T. amplipennis не отличаются в этом отношении, поскольку экскременты сумчатых состоят в основном из мёртвых, полуразложившихся растительных тканей. Однако переход от пассивного развития в растительных тканях к активному сбору экскрементов травоядных все ещё необычен, особенно если учесть, что такой образ жизни, очевидно, развился у долгоносиков только в Австралии, а не в других местах, особенно в Африке, где обитает большое разнообразие антилоп, которые также производят экскременты в форме гранул.
Уникальная история жизни Tentegia был открыта австралийским натуралистом Джозефом Литом («Леа») Хоул Уосселлом (Joseph Leathom (‘Lea’) Hole Wassell, 1908—1966) на полуострове Кейп-Йорк, где семья его жены владела большим пастбищем к востоку от Коэна (Marks 1968). Уосселл провел там подробные наблюдения за поведением и биологии видов T. stupida и T. bisignata, которые впоследствии были собраны Элизабет Маркс и Джефф Монтейт в небольшую работу (Wassell 1966) и доведены до сведения международной общественности Томпсоном (1967). С тех пор не было опубликовано никакой дополнительной информации о биологии Tentegia, но в 2023 году впервые за полвека удалось зарегистрировать поведение T. stupida при перекатывании навоза в вулканическом национальном парке Ундара, Квинсленд.

## Систематика
Известно около 15 видов. Род Tentegia был впервые выделен в 1873 году английским колеоптерологом Френсисом Паско (1813—1893) как монотипический с видом Tentegia favosa Pascoe, 1873. В 1892 и 1896 годах Д.Фауст и Т.Блэкбёрн описали ещё несколько новых видов. Австралийский энтомолог Артур Миллс Леа (Arthur Mills Lea; 1868—1932) в 1908—1930 годах описал пять новых видов (не считая синонимов). Полную ревизию и описание нескольких новых видов в 2023 году сделали австралийские энтомологи Hermes E. Escalona, Debbie Jennings и Rolf Oberprieler (Australian National Insect Collection, CSIRO, Канберра, Австралия).
- Tentegia amplipennis Lea, 1930[9]
- Tentegia anopla Lea, 1908[10]
- Tentegia bisignata (Pascoe, 1874)
  - =Acalles bisignatus Pascoe, 1874[11]
  - =Tentegia basalis Faust, 1892
  - = Tentegia quadrisignata Lea, 1910[12]
  - = Tentegia quinquesinuata Lea, 1930
- Tentegia cycloptera Lea, 1913 (с 1994 в Pseudoporopterus)
- Tentegia favosa Pascoe, 1873typus
- Tentegia grossbechleri Escalona et al., 2023[1]
- Tentegia parva Blackburn, 1896
- Tentegia quadriseriata Lea, 1912[13]
- Tentegia sana Faust, 1892
- Tentegia spenceri Blackburn, 1896
- Tentegia stupida (Fabricius, 1775)
  - =Curculio stupidus Fabricius, 1775
  - = Tentegia ingrata Faust, 1892
- Tentegia tompsetti Escalona et al., 2023[1]
- Tentegia tortipes Lea, 1912
- Tentegia weiri Escalona et al., 2023[1]